# جمشید جداری عیوضی
جمشید جداری عیوضی (۱۳۹۹–۱۳۱۶) استاد بازنشسته دانشکده جغرافیای دانشگاه تهران و مؤلف چندین کتاب و مقاله نظیر جغرافیای آب‌ها، نقشه و نقشه‌خوانی در جغرافیا، اصول کارتوگرافی، ژئومورفولوژی ایران، پراکندگی جغرافیایی ریگ‌زارهای مهم ایران و… بود.
وی در سال ۱۳۱۶ در شهر تبریز به‌دنیا آمد. مدرک کارشناسی تاریخ و جغرافیا از دانشگاه تبریز در سال ۱۳۴۵ و دکترای جغرافیای طبیعی (ژئومورفولوژی) را در سال ۱۳۵۱ از دانشگاه استانبول ترکیه دریافت نمود.
جمشید جداری عیوضی جزو نخستین استادان ژئومورفولوژی ایران محسوب می‌شود. پس از تفکیک رشته‌های تاریخ و جغرافیا از یکدیگر در سال ۱۳۴۰، درس مستقل ژئومورفولوژی در سال ۱۳۴۳ در دانشگاه تهران ارائه شد که مدرس اصلی آن احمد مستوفی و سپس دانشجویان وی فرج‌الله محمودی و جمشید جداری عیوضی بودند. بخش عمدهٔ پیشرفت‌های علمی و آموزشی و تربیت متخصصان نسل جدیدتر ژئومورفولوژی در ایران مدیون زحمات فرج‌الله محمودی، مقصود خیام، محمود حریریان، مهدی صدیقی، بدیع‌الله فیروزی، جمشید جداری عیوضی و حسن احمدی است که خدمات ارزشمندی را در راه گسترش دانش ژئومورفولوژی ارائه نمودند.

## تالیفات
- جغرافیای آب‌ها، انتشارات دانشگاه تهران
- نقشه و نقشه‌خوانی در جغرافیا، انتشارات دانشگاه پیام‌نور
- اصول کارتوگرافی، انتشارات دانشگاه پیام‌نور
- ژئومورفولوژی ایران، انتشارات دانشگاه پیام‌نور
- پراکندگی جغرافیایی ریگ‌زارهای مهم ایران، مؤسسه تحقیقات جنگل‌ها و مراتع[۸]